# 23 Solo Pieces for La Naissance de L'Amour
23 Solo Pieces for La Naissance de L'Amour je soundtrackové album velšského multiinstrumentalisty Johna Calea. Album vyšlo v roce 1993 u vydavatelství Les Disques du Crépuscule. Album produkoval Jean-Michel Reusser.
Jde o hudbu k filmu Zrození lásky (ve francouzském originále La Naissance de l'amour) francouzského režiséra Philippe Garrela. Skladby vznikaly improvizovaně, zatímco Cale sledoval film. S Garrelem později Cale spolupracoval ještě na filmech Le Vent de la nuit (1999) a Un été brûlant (2011).

## Seznam skladeb
Autorem všech skladeb je John Cale.
| Pořadí | Název                                     | Délka |
| ------ | ----------------------------------------- | ----- |
| 1.     | La Naissance De L'Amour I                 | 0:53  |
| 2.     | If You Love Me No More…                   | 0:52  |
| 3.     | And If I Love You Still…                  | 2:39  |
| 4.     | Judith                                    | 2:34  |
| 5.     | Converging Themes                         | 1:54  |
| 6.     | Opposites Attract                         | 3:30  |
| 7.     | I Will Do It, I Will Do It                | 0:30  |
| 8.     | Keep It To Yourself                       | 3:04  |
| 9.     | Walk Towards The Sea                      | 1:24  |
| 10.    | Unquiet Heart                             | 3:57  |
| 11.    | Waking Up To Love                         | 0:43  |
| 12.    | Mysterious Relief                         | 1:25  |
| 13.    | Never Been So Happy (… In Lonely Streets) | 1:52  |
| 14.    | Beyond Expectations                       | 2:52  |
| 15.    | Conversation in the Garden                | 1:27  |
| 16.    | La Naissance De L'Amour II                | 0:46  |
| 17.    | Secret Dialogue                           | 2:34  |
| 18.    | Roma                                      | 2:46  |
| 19.    | On the Dark Side                          | 3:25  |
| 20.    | La Naissance De L'Amour III               | 0:58  |
| 21.    | Eye to Eye                                | 1:03  |
| 22.    | Marie's Car Crash & Hotel Rooms           | 1:44  |
| 23.    | La Naissance De L'Amour IV                | 0:58  |